# Gonçalo Galvão
Gonçalo Galvão foi um natural de Santarém que no século XV era escudeiro régio do rei Afonso V (r. 1438–1477). Recebeu, por carta de concessão, a terra e ribeira de Chouto para que nela criasse gado. Também serviu como juiz ordinário de sua terra natal. Em 11 de abril de 1457, entregou ao frei Álvaro de Almada, o guardião do Convento de São Francisco de Santarém, uma carta régia na qual se concediam privilégios a todos os conventos dedicados a São Francisco dentro do Reino de Portugal.